# Куота (Арецо)
Куота је насеље у Италији у округу Арецо, региону Тоскана.
Према процени из 2011. у насељу је живело 86 становника. Насеље се налази на надморској висини од 699 м.